# Saint-Nicolas-du-Pélem
Saint-Nicolas-du-Pélem (tiếng Breton: Sant-Nikolaz-ar-Pelem) là một xã của tỉnh Côtes-d’Armor, thuộc vùng Bretagne, tây bắc Pháp.

## Dân số
Người dân ở Saint-Nicolas-du-Pélem được gọi là Pélemois.